# フランチェスコ・アゾパルディ

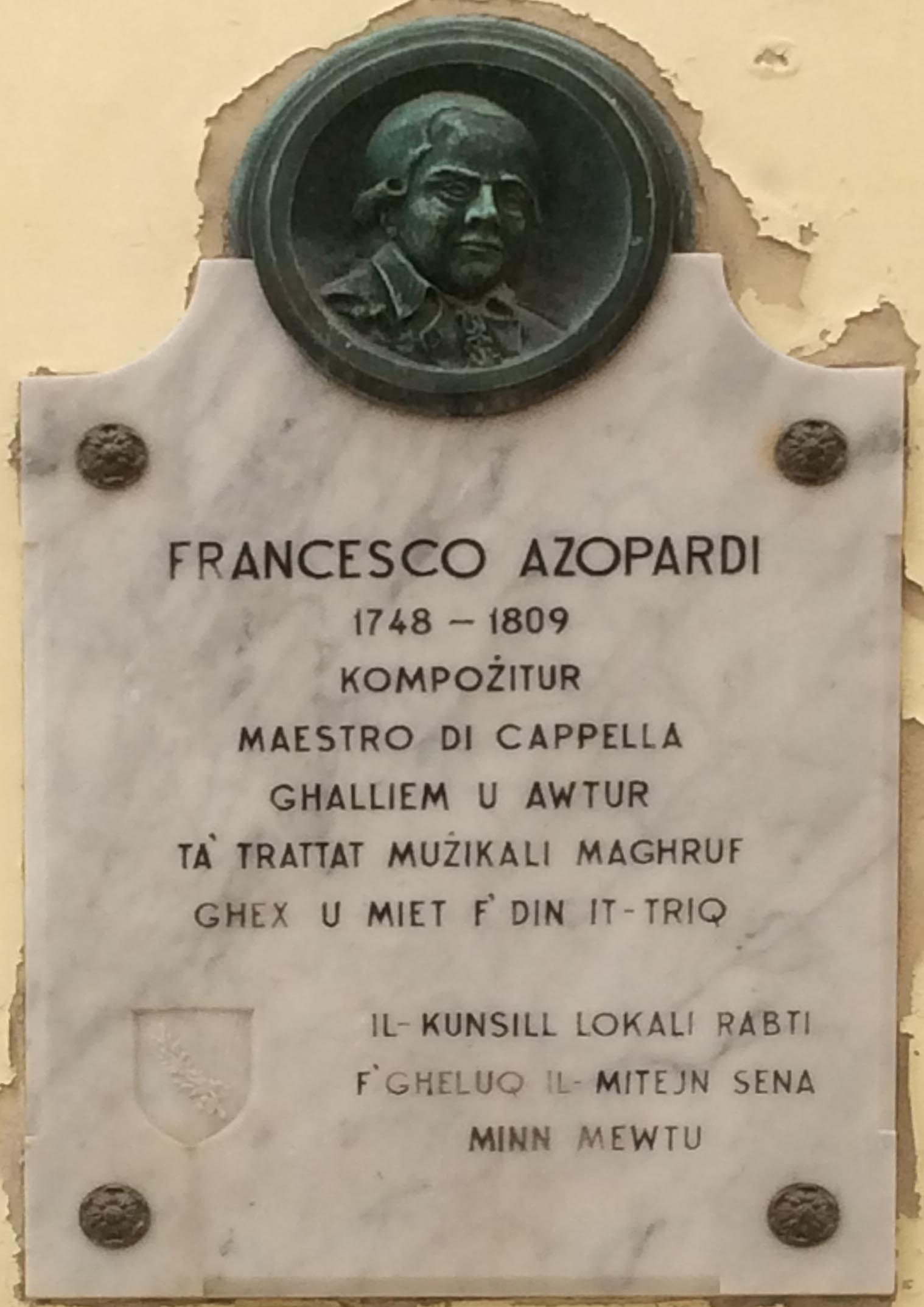
フランチェスコ・アゾパルディ

フランチェスコ・アゾパルディ（Francesco Azopardiまたはアッツォパルディ Azzopardi, *1748年5月5日 ノータビレ - †1809年2月6日 ヴィクトリア）は、マルタの作曲家・音楽理論家。
音楽教育をマルタ島とナポリで受け、ムディナ大聖堂に勤める。1789年よりヴァレッタ聖ヨハネ大聖堂にも奉職。アゾパルディの作品に、オラトリオ《キリストの受難 La passione di Cristo 》や多くのミサ曲のほか、器楽曲がある。とりわけイタリア語の著作『作曲法 Il Musico Prattico 』によって著名であり、1786年にニコラ・エティエンヌ・フラメリの仏語訳が出版されたほどである。